# Anopheles marteri
Anopheles marteri este o specie de țânțari din genul Anopheles, descrisă de Georges Senevet și Prunnelle în anul 1927. Conform Catalogue of Life specia Anopheles marteri nu are subspecii cunoscute.